# Norman Read
Norman Read (Portsmouth, 13 agosto 1931 – Pirongia, 22 maggio 1994) è stato un marciatore neozelandese di origine britannica.

## Biografia
Nato in Inghilterra, Read emigrò in Nuova Zelanda nel 1953. Gareggiò per questa nazione alle Olimpiadi di Melbourne del 1956, aggiudicandosi l'oro nei 50 km di marcia.
Read ha anche preso parte alle Olimpiadi di Roma del 1960, arrivando quinto nei 20 km di marcia, e ai Giochi del Commonwealth del 1966, conquistando la medaglia di bronzo nelle 20 miglia di marcia su strada.
Si spense nel 1994 in seguito ad un attacco cardiaco durante una gara in bicicletta a Pirongia, nella regione di Waikato.

## Palmarès
| Anno | Manifestazione          | Sede      | Evento           | Risultato    | Prestazione  | Note |
| ---- | ----------------------- | --------- | ---------------- | ------------ | ------------ | ---- |
| 1956 | Olimpiadi               | Melbourne | 50 km marcia     | Oro          |              |      |
| 1960 | Olimpiadi               | Roma      | 20 km marcia     | 5º           |              |      |
| 1960 | Olimpiadi               | Roma      | 50 km marcia     | squalificato | squalificato |      |
| 1966 | Giochi del Commonwealth | Kingston  | 20 miglia marcia | Bronzo       |              |      |

## Campionati nazionali
- Oro ai campionati nazionali neozelandesi, 50 km marcia